# Iglesia de San Esteban de Hungría (Roma)
La Iglesia de San Esteban de Hungría (en italiano: Santo Stefano degli Ungheresi) fue la iglesia de los húngaros en Roma. Situada al lado del Vaticano, la antigua iglesia fue demolida en 1776, para dar lugar a una ampliación de la Basílica de San Pedro.
La iglesia de Santo Stefano fue establecida por Carlomagno en el siglo IX. Era un edificio basilical con tres naves. Las ocho columnas de granito que sostenían el techo eran romanas. La iglesia fue concedida al rey Esteban I en 1000 por el papa Silvestre II. El primer rey cristiano de los magiares recibió su corona del Papa ese año.